# 3d-гіпотеза Калаї
3d-гіпотеза Калаї — гіпотеза про мінімальне число граней у центрально-симетричних багатогранників. Сформулював Ґіл Калаї 1989 року.
Гіпотеза доведена для {\displaystyle d\leq 4} і залишається відкритою для довільних багатогранників у вищих вимірах.

## Формулювання
У кожного d-вимірного центрально-симетричного багатогранника є, принаймні, 3d непорожніх граней.
Маються на увазі грані всіх розмірностей, тобто вершини — це нульвимірні грані, ребра — одновимірні грані, …, сам багатогранник — d-вимірна грань. Таким чином для куба отримуємо 8 вершин + 12 ребер + 6 двовимірних граней + сам куб = 27 = 33.

### Зауваження
- Рівність досягається для довільного багатогранника Ганнера.
  - Зокрема для квадрата, куба, октаедра.

## Варіації та узагальнення
- У тій самій статті Калаї сформулював сильніший варіант гіпотези. А саме, що f-вектор кожного опуклого центрально-симетричного багатогранника {\displaystyle P} домінує у f-вектор, принаймні, одного багатогранника Ганнера {\displaystyle H} тієї ж розмірності. Це означає, що число граней довільної розмірності в {\displaystyle H} не перевищує числа граней тієї ж розмірності в {\displaystyle P}.